# Linha 3 (Metro de Madrid)

Linha 3 - Amarela

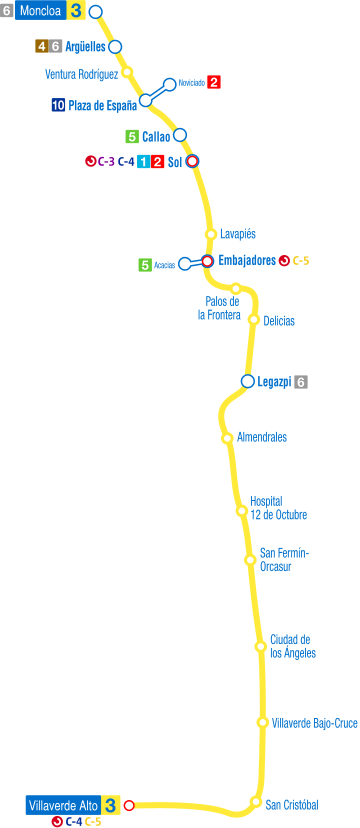
Linha 3 - Amarela

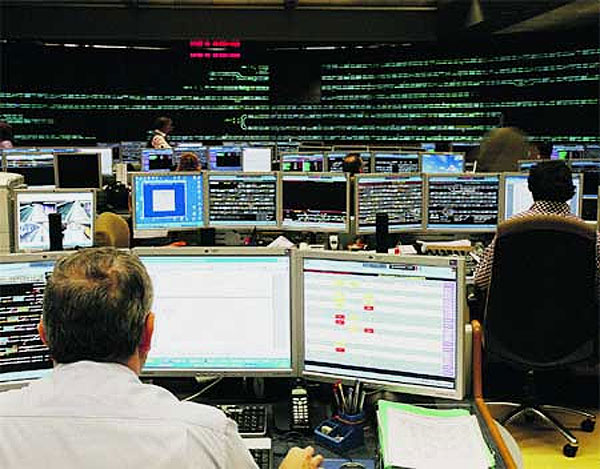
Centro de Controle do Metro de Madrid.

A Linha 3 - Amarela do Metro de Madrid tem um comprimento de 15,1 km com 18 estações.

Circula  entre as estações Moncloa  e Villaverde Alto. O trecho entre as estações de Sol e Embajadores foi concluído em 1936, e o trecho entre  Sol e Argüelles em 1941, o percurso Embajadores-Delicias oito anos mais tarde em 1949. A estação  Legazpi foi aberta em 1951 e Moncloa em 1963.

## Ligação externa
- Página oficial do Metro de Madrid